# Tagesschau
Tagesschau er en tysk nyhedsudsendelse, der sendes på tv-stationer indenfor ARD-samarbejdet, herunder Das Erste og NDR.
Programmet er Tysklands ældste tv-nyhedsudsendelse og blev sendt første gang 26. december 1952. Den produceres i dag af NDR i Hamborg, hvor hovedredaktionen har sæde. Hovedudsendelsen kl. 20 havde i 2023 gennemsnitligt 9,6 millioner seere dagligt. Det svarer til en markedsandel på 38,8 procent.
Programmets kendetegn er en nedtælling under sidste tv-reklame efterfulgt af en klokke, der markerer at klokken er 20.00. Derefter kommer annonceringen Hier ist das Erste Deutsche Fernsehen mit der Tagesschau, indtalt af Claudia Urbschat-Mingues og jinglen, Hammond-Fantasie, der grundlæggende har været den samme siden 1956, om end den er moderniseret flere gange. Det er senest sket i 2014 af den tysk-amerikanske komponist Henning Lohner. Ved samme lejlighed blev studiet ombygget, så det blandt andet fik en 18 meter bred panoramaskærm bag studieværten.
Afslutningen på Tagesschaus hovedudsendelse kl. 20.15 markerer begyndelsen på primetime i tysk tv. Det betyder, at alle andre tyske tv-stationers aftenprogrammer begynder kl. 20.15, når Tagesschau er slut. De kommercielle tv-stationer Sat.1 og ProSieben forsøgte i 1990'erne at fremrykke starten på deres primetime-flade til kl. 20, men mistede seere og vendte derfor tilbage til 20.15.
Tagesschau suppleres af aftenprogrammet Tagesthemen, der varer en halv time og går mere i dybden med reportager, analyse og kommentarer samt Nachtmagazin, der sendes omkring 00.30. Udover nyhedsudsendelserne på ARD-kanalerne driver Tagesschau også en 24-timers-nyhedskanal. 